# Gonioctena kidoi
Gonioctena kidoi is een keversoort uit de familie bladkevers (Chrysomelidae). De wetenschappelijke naam van de soort werd in 1998 gepubliceerd door Takizawa & Daccordi.